# Родник Наполеона
Родник Наполеона (нем. Napoleon Quelle) — достопримечательность города Знаменск в Калининградской области России. Был освящён в 1812 году в честь пребывания в городе Велау (после 1946 года — Знаменск) императора Франции, Наполеона Бонапарта.
Находится в районе бывшего городского парка Глумсберг, к югу от железнодорожного полотна у дома путевого обходчика.